# Poznań Challenger 1996
Il Poznań Challenger 1996 è stato un torneo di tennis facente parte della categoria ATP Challenger Series nell'ambito dell'ATP Challenger Series 1996. Il torneo si è giocato a Poznań in Polonia dal 12 al 18 agosto 1996 su campi in terra rossa.

## Vincitori

### Singolare
Thierry Champion ha battuto in finale  Ionuț Moldovan con il punteggio di 6–0, 6–3

### Doppio
Cristian Brandi /  Filippo Messori hanno battuto in finale  Devin Bowen /  David Roditi con il punteggio di 6–3, 6–4